# Switch (serie televisiva)
Switch è una serie televisiva statunitense in 71 episodi trasmessi per la prima volta nel corso di 3 stagioni dal 1975 al 1978.

## Trama
La serie è incentrata su due personaggi principali, Frank MacBride, ex poliziotto in pensione, e Pete Ryan, un ex detenuto. Dopo il rilascio di Ryan, i due aprono la loro agenzia di detective a Los Angeles specializzata nello stanare i truffatori utilizzando i loro stessi tipi di inganni e raggiri. Ad assisterli è un altro ex truffatore, il proprietario di un ristorante  Malcolm Argos.

## Personaggi
- Pete T. Ryan (71 episodi, 1975-1978), interpretato da	Robert Wagner.
- Frank MacBride (71 episodi, 1975-1978), interpretato da	Eddie Albert.
- Malcolm Argos (71 episodi, 1975-1978), interpretato da	Charlie Callas.
- Maggie Philbin (71 episodi, 1975-1978), interpretata da	Sharon Gless.
- Revel (15 episodi, 1977-1978), interpretato da	Ty Randolph.
- tenente Shilton (14 episodi, 1976-1978), interpretato da	William Bryant.
- tenente Griffin (6 episodi, 1975-1976), interpretato da	Ken Swofford.
- tenente Koehler (4 episodi, 1976-1977), interpretato da	Jack Colvin.
- Adam Hayward (3 episodi, 1976-1978), interpretato da	Jacques Aubuchon.
- Laurie (3 episodi, 1975-1976), interpretata da	Anne Archer.
- Ester Kelly (3 episodi, 1976-1977), interpretata da	Lara Parker.
- tenente Modeer (3 episodi, 1976-1977), interpretato da	Richard X. Slattery.
- Ali (3 episodi, 1975), interpretato da	Jaclyn Smith.
- Dominic (3 episodi, 1975), interpretato da	Gino Conforti.
- Nin Tung Fat (3 episodi, 1976-1978), interpretato da	John Fujioka.
- Wang (3 episodi, 1977-1978), interpretato da	James Hong.
- Sherry (3 episodi, 1976-1977), interpretato da	Dionne Warwick.
- Limo (3 episodi, 1975-1977), interpretato da	Robert Miller Driscoll.
- Wayne Newton (3 episodi, 1976-1977), interpretato da	Wayne Newton.

## Produzione
La serie fu prodotta da Glen A. Larson Productions e Universal TV e girata negli studios della Universal in California. Eddie Albert e Robert Wagner sono gli unici due attori ad apparire in ogni episodio.

### Registi
Tra i registi della serie sono accreditati:
- John Peyser (12 episodi, 1975-1977)
- Sigmund Neufeld Jr. (8 episodi, 1977-1978)
- Bruce Kessler (4 episodi, 1975-1977)
- Leo Penn (4 episodi, 1976-1977)
- Allen Baron (3 episodi, 1975)
- Sutton Roley (3 episodi, 1976-1977)
- David Impastato (3 episodi, 1976)
- Fernando Lamas (3 episodi, 1977-1978)
- E.W. Swackhamer (2 episodi, 1975)
- Edward M. Abroms (2 episodi, 1976)
- John Newland (2 episodi, 1976)
- Paul Krasny (2 episodi, 1977-1978)
- Phil Bondelli (2 episodi, 1978)
- Ray Danton (2 episodi, 1978)
- Seymour Robbie (2 episodi, 1978)

## Distribuzione
La serie fu trasmessa negli Stati Uniti dal 1975 al 1978 sulla rete televisiva CBS. 
In Italia è stata trasmessa con il titolo Switch.
Alcune delle uscite internazionali sono state:
- negli Stati Uniti il 9 settembre 1975 (Switch)
- in Belgio il 3 gennaio 1976
- in Francia il 14 marzo 1976 (Switch)
- nei Paesi Bassi il 30 agosto 1976 (Kruis of munt)
- in Germania Ovest (Die Zwei mit dem Dreh)
- in Italia (Switch)

## Episodi
| Stagione         | Episodi | Prima TV USA |
| ---------------- | ------- | ------------ |
| Prima stagione   | 24      | 1975-1976    |
| Seconda stagione | 24      | 1976-1977    |
| Terza stagione   | 22      | 1977-1978    |